# Download to Donate
Download to Donate je program neziskové organizace Music for Relief, kterou založili v roce 2005 členové skupiny Linkin Park na pomoc obětem přírodních katastrof. V rámci programu byly dosud vydány tři kompilace: dvě na podporu obětem zemětřesení na Haiti v roce 2010 a jedna na podporu obětem zemětřesení a tsunami v Tóhoku v roce 2011. Písničky v kompilačním albu složilo několik umělců. Za stažení písně jde výtěžek na pomoc lidem postižených katastrofami. Také lze darovat libovolnou finanční částku.

## Download to Donate for Haiti
Download to Donate for Haiti je kompilační album vydané 19. ledna 2010 prostřednictvím společností Machine Shop a Warner Bros. Records. Album produkoval zpěvák Mike Shinoda a spoluprodukoval ho Enrique Iglesias. Ti ho propagovali v pořadu Larry King Live. Peníze z alba šly na zajištění potravin, vody, zdravotnického materiálu a udržitelného bydlení pro postižené zemětřesením na Haiti v roce 2010. Kompilace vynesla přibližně 270 000 dolarů a stáhlo si ji 115 000 uživatelů.

## Download to Donate for Haiti V2.0
Kompilace Download to Donate for Haiti V2.0 je rozšířenou verzí Download to Donate for Haiti. Bylo na ní výrazně více písní. Vydána byla 11. ledna 2011. Stejně jako u předchozího alba byly všechny peníze ze stažení poslány na pomoc obětem zemětřesení na Haiti v roce 2010.
Členové skupiny Linkin Park Chester Bennington, Brad Delson, Joe Hahn a Rob Bourdon se připojili k diskuzi s generálním tajemníkem OSN Pan Ki-munem a hovořili o své další práci na zvyšování povědomí o Haiti. Fanoušci byli také vyzváni, aby se zapojili do kampaně Download to Donate.

## Download to Donate: Tsunami Relief
Download to Donate: Tsunami Relief, nebo Download to Donate for Japan, bylo vydáno 22. března 2011. Jedná se o třetí kompilační album Download to Donate. Výtěžek za stažení písní byl věnován organizaci Save the Children, která pomáhala obětem zemětřesení a tsunami v Tóhoku v roce 2011. Od června 2011 písně nebyly dostupné ke stažení.